# Динамическое отопление
Динамическое отопление — система отопления, включающая топку, нагреватель и холодильник, дающая возможность передавать помещению больше тепла, чем топка в отдельности, так как помещению также передаётся тепло из окружающей среды. Технологические трудности и необходимость значительных начальных вложений капитала задерживают широкое распространение этого способа отопления. Возможно, что по мере дальнейшей централизации отопления динамическое отопление найдёт широкое применение. Например, в Швеции, богатой стране с развитой технологией и дефицитом топлива, динамическое отопление уже находит заметное применение.

## Качественное рассмотрение
При динамическом отоплении часть теплоты, полученной в топке, поступает в обогреваемое помещение. Остальная часть затрачивается на работу, производимую тепловой машиной (двигателем). Нагревателем в двигателе является топка, а холодильником — отапливаемое помещение. Производимая двигателем работа используется для приведения в действие холодильной машины (теплового насоса), включаемой между окружающей средой и помещением: холодильная машина забирает тепло от окружающей среды и передаёт его помещению. Так помещение получает теплоту и от горячей топки, и от холодной окружающей среды. Общее количество теплоты может превзойти теплоту, полученную при типичной для большинства отопительных систем передаче всего тепла от топки в помещение. Динамическое отопление может быть реализовано на основе абсорбционной холодильной машины, что значительно упрощает конструкцию.

## Количественное рассмотрение
Пусть T1 , T2, T3 — температуры (в Кельвинах) топки, отапливаемого помещения и окружающей среды соответственно.
1) От источника тепла поступает количество тепла Q1 тепловой машине. Из него Q2 отдаётся помещению, играющему для этой машины роль холодильника. Совершённая машиной работа A=Q1-Q2 идёт на включение холодильной машины. Эта работа затрачивается холодильной машиной для получения тепла Q3 из окружающей среды и передачи тепла Q2' в помещение. Для этого над холодильной машиной тепловая машина совершает работу Q2'-Q3. Отсюда по закону сохранения энергии Q2'-Q3 = Q1-Q2.
2) Можно, рассматривая двигатель и холодильную машину как одну систему, записать, что она:
1. получила Q1 при температуре T1 от топки
2. получила Q3 при температуре T3 из окружающей среды;
3. получила — q = — Q2 — Q2' из помещения.

По соотношению Клаузиуса, если процессы квазистатические, то сумма отношений полученных количеств теплоты к температурам, при которых они получены, равна 0:
{\displaystyle {Q_{1} \over T_{1}}-{q \over T_{2}}+{Q_{3} \over T_{3}}=0}
Пользуясь соотношением Q2'-Q3 = Q1-Q2 из пункта 1 рассуждений, можно записать выражение без Q3:
{\displaystyle {Q_{1} \over T_{1}}-{q \over T_{2}}+{{q-Q_{1}} \over T_{3}}=0}
Отсюда переданное помещению количество тепла:
{\displaystyle q={{{1 \over T_{3}}-{1 \over T_{1}}} \over {{1 \over T_{3}}-{1 \over T_{2}}}}Q_{1}={{T_{1}-T_{3}} \over {T_{2}-T_{3}}}*{{T_{2}} \over {T_{1}}}Q_{1}}.
Так как {\displaystyle T_{1}>T_{2}>T_{3}}, то отсюда следует, что q > Q1. Например, при T1 = 500 К, T2=300 К и T3=250 К отношение {\displaystyle q/Q_{1}} равно 3; при сжигании в топке топлива, дающего «обычно» 1 Дж тепла, при динамическом отоплении можно получить приближённо 3 Дж тепла.